# نبردناو کلاس سویفتشور
نبردناو کلاس سویفتشور (به انگلیسی: Swiftsure-class battleship) یک کلاس از کشتی است که طول آن ۴۷۵ فوت ۳ اینچ (۱۴۴٫۹ متر) می‌باشد.